# Air VIA
Air VIA était une compagnie aérienne basée à Varna en Bulgarie qui réalisait principalement des vols charters pour des tours opérateurs. Elle a cessé ses opérations en 2016.

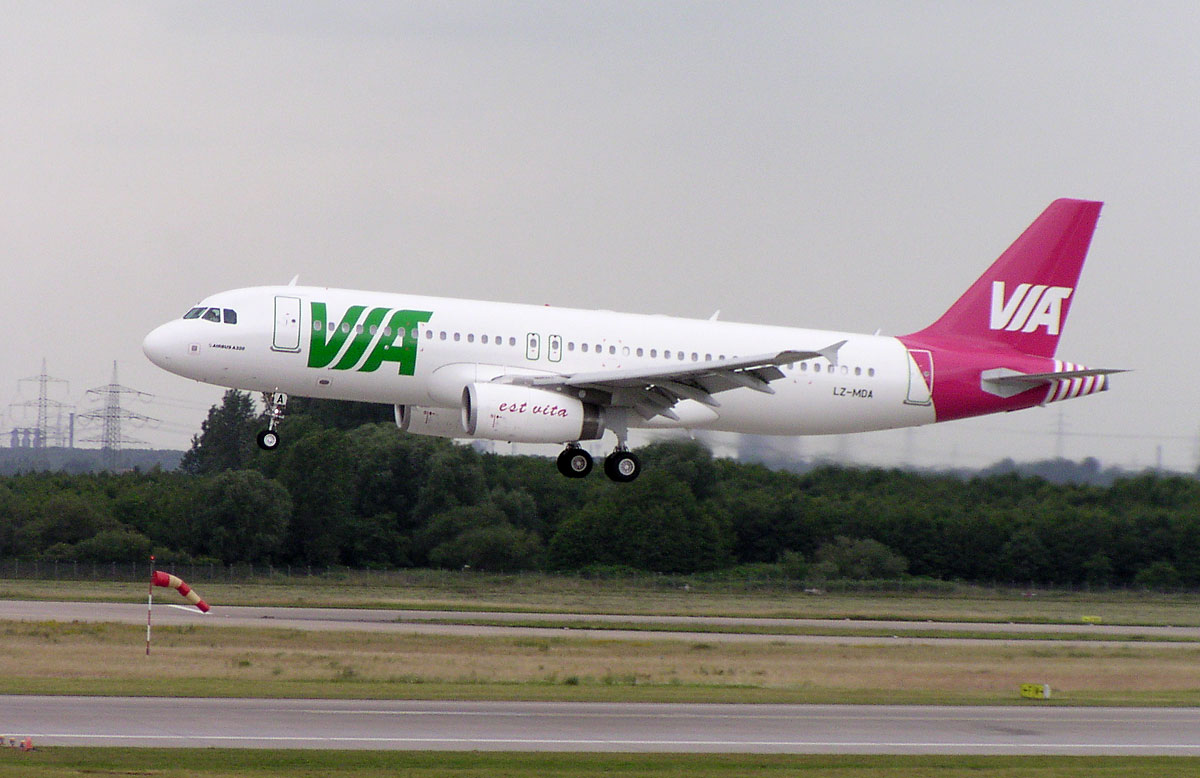
Airbus A320-232 de la compagnie.

## Histoire
La compagnie fut fondée et débuta ses activités en 1990 sous le nom de Varna International Airways. Elle utilisait alors des appareils russe de type Tupolev Tu-154 et réalisait des vols charters pour BG Tours (Allemagne), Jetair (Belgique), Neckermann Deutschland, Prodintour (France) et TUI Deutschland.
Elle a ensuite progressé d'une manière positive et réussi à remplacer sa flotte de Tupolev Tu-154 par 8 Airbus A320, dont le premier a été livré en 2006 et le dernier, en 2013. Elle cesse ses activités en 2016.

## Flotte
La compagnie possède aujourd'hui 5 appareils de type Airbus A320-232 loué ou pas certains ont quitté la flotte:

## Flotte retraitée
- 2 Tupolev Tu-154